# (2433) Sootiyo
(2433) Sootiyo est un astéroïde de la ceinture principale.

## Description
(2433) Sootiyo est un astéroïde de la ceinture principale. Il fut découvert le 5 avril 1981 à la station Anderson Mesa par Edward L. G. Bowell. Il présente une orbite caractérisée par un demi-grand axe de 2,61 UA, une excentricité de 0,22 et une inclinaison de 10,4° par rapport à l'écliptique.

## Compléments